# جون جي. شو
جون جي. شو (بالإنجليزية: John G. Shaw)‏ هو محامي وسياسي أمريكي، ولد في 16 يناير 1859 في فاييتفيل في الولايات المتحدة، وتوفي بنفس المكان في 21 يوليو 1932. حزبياً، نشط في الحزب الديمقراطي. وقد انتخب عضو مجلس نواب كارولينا الشمالية وانتخب عضو مجلس النواب الأمريكي.